# Sydiva stoliczkae
Sydiva stoliczkae là một loài bướm đêm trong họ Noctuidae.